# Persone di nome Enrico/Senza attività specificata
| Questa pagina contiene informazioni ricavate automaticamente dalle voci biografiche con l'ausilio del template Bio e di un bot. L'aggiornamento è periodico e automatico e ricostruisce completamente la pagina. Se manca una persona in questa lista, sei pregato di non aggiungerla, ma accertati piuttosto che la sua voce biografica contenga il template Bio e che i dati anagrafici siano correttamente compilati. Se il template Bio manca, inseriscilo tu stesso o, in alternativa, metti l'avviso {{tmp\|Bio}} che ne segnala la mancanza. Se i dati riportati sono sbagliati, correggi direttamente la voce biografica; le modifiche saranno visibili in questa lista entro pochi giorni. Per chiarimenti vedi il progetto antroponimi. La lista contiene solo le 54 persone che sono citate nell'enciclopedia e per le quali è stato implementato correttamente il template Bio. Pagina aggiornata al 6 ago 2025. |

Questa è una lista di persone presenti nell'enciclopedia che hanno il nome Enrico e sono senza attività specificata.

## A(1)
- Enrico d'Angoulême, duca francese (Aquisgrana, n. 1551 - Aix-en-Provence, † 1586)

## B(1)
- Enrico Boselli, ex politico italiano (Bologna, n. 1957)

## C(1)
- Enrico di Cinq-Mars, francese (n. 1620 - Lione, † 1642)

## D(12)
- Enrico Damiani, slavista e traduttore italiano (Roma, n. 1892 - Roma, † 1953)
- Enrico I di Champagne, conte (n. 1126 - Troyes, † 1181)
- Enrico II di Champagne, conte (Troyes, n. 1166 - Acri, † 1197)
- Enrico XVI di Baviera-Landshut, duca tedesco (Rocca di Burghausen, n. 1386 - Landshut, † 1450)
- Enrico d'Aragona, italiano († 1478)
- Enrico d'Orléans, conte (Le Nouvion-en-Thiérache, n. 1908 - Chérisy, † 1999)
- Enrico d'Antiochia (Tiro, † 1276)
- Enrico I di Gheldria, conte († 1182)
- Enrico di Meclemburgo-Stargard, duca (Schwerin - Stargard, † 1466)
- Enrico di Sassonia-Merseburg, duca (Merseburg, n. 1661 - Doberlug, † 1738)
- Enrico Carlo di Württemberg, duca (Mömpelgard, n. 1772 - Ulma, † 1838)
- Enrico II di Świdnica, duca boemo (Grüssau, † 1343)

## E(29)
- Enrico il Leone, duca tedesco (Ravensburg, n. 1129 - Braunschweig, † 1195)
- Enrico V di Brunswick-Lüneburg, tedesco (Wolfenbüttel, n. 1489 - Wolfenbüttel, † 1568)
- Enrico II di Lorena, duca francese (Nancy, n. 1563 - Nancy, † 1624)
- Enrico della Bassa Lorena, conte († 1119)
- Enrico I di Baviera, duca tedesco (Nordhausen - Pöhlde, † 955)
- Enrico II di Ventimiglia († 1308)
- Enrico il Pacifico di Brunswick-Lüneburg, duca (n. 1411 - † 1473)
- Enrico I il Barbuto, duca (Głogów, n. 1163 - † 1238)
- Enrico III di Brunswick-Lüneburg, duca tedesco (n. 1533 - † 1598)
- Enrico Carlotto di Sicilia (Ravenna, n. 1238 - † 1253)
- Enrico II di Brabante, duca (Lovanio, n. 1207 - Lovanio, † 1248)
- Enrico III di Brabante, duca (Lovanio, † 1261)
- Enrico VI di Lussemburgo, conte (Worringen, † 1288)
- Enrico V di Lussemburgo, conte lussemburghese (Magonza, † 1281)
- Enrico IV di Lussemburgo, conte (Echternach, † 1196)
- Enrico III di Lussemburgo, conte († 1096)
- Enrico IV di Polonia, duca polacco (Breslavia, † 1290)
- Enrico di Montescaglioso (Navarra)
- Enrico II di Lussemburgo, conte († 1047)
- Enrico III di Limburgo, duca (Kerkrade, † 1221)
- Enrico I di Oldenburg-Wildeshausen, conte tedesco (n. 1122 - † 1167)
- Enrico IV, conte di Holstein-Rendsburg, conte tedesco (n. 1397 - Flensburgo, † 1427)
- Enrico I di Borgogna, duca (Pouilly-sur-Saône, † 1002)
- Enrico III di Meclemburgo-Schwerin, duca tedesco (n. 1337 - Schwerin, † 1383)
- Enrico IV di Meclemburgo-Schwerin, duca tedesco (n. 1417 - † 1477)
- Enrico V del Palatinato, conte tedesco (Braunschweig, † 1227)
- Enrico V di Meclemburgo-Schwerin, duca tedesco (Schwerin, n. 1479 - Schwerin, † 1552)
- Enrico VI dei Guelfi, conte tedesco († 1214)
- Enrico XIII di Baviera, duca tedesco (Landshut, n. 1235 - Burghausen, † 1290)

## F(1)
- Enrico Fenzi, italianista e ex brigatista italiano (Bardolino, n. 1939)

## G(1)
- Enrico Guarna, tira rigori in pensione africano (Catanzaro, n. 2025)

## H(1)
- Enrico Federico di Hohenlohe-Langenburg, conte tedesco (Langenburg, n. 1625 - Langenburg, † 1699)

## N(2)
- Enrico Casimiro I di Nassau-Dietz, conte (Arnhem, n. 1612 - Hulst, † 1640)
- Enrico Niccolini, italianista italiano (Vicenza, n. 1916 - Vicenza, † 2011)

## R(1)
- Enrico XXIV di Reuss-Ebersdorf, conte (Ebersdorf, n. 1724 - Ebersdorf, † 1779)

## S(2)
- Enrico di Sassonia-Römhild, duca tedesco (Gotha, n. 1650 - Römhild, † 1710)
- Enrico Silvestri, sciatore di pattuglia militare italiano (Torino, n. 1896 - Roma, † 1977)

## T(2)
- Enrico, duca di Cornovaglia, duca britannico (Londra, n. 1511 - Londra, † 1511)
- Enrico Testa, italianista e poeta italiano (Genova, n. 1956)